# Paradoxisme (mouvement)
Pour les articles homonymes, voir Paradoxisme.
Le terme paradoxisme a été créé par le grammairien Pierre Fontanier, adepte du suffixe -isme[réf. nécessaire]. Il s'agit à l'origine d'une figure de rhétorique voisine de l'oxymore), puis le terme a été repris par Florentin Smarandache pour désigner un mouvement artistique moderne d'avant garde qui fonde sa spécificité esthétique sur la notion de paradoxe. 

## Définition
Le Paradoxisme est un mouvement d'avant-garde dans la littérature, l'art, la philosophie, la science, appuyé sur l'excessive utilisation des antithèses,
antinomies, contradictions, paradoxes dans les créations. 

Il a été fondé et dirigé par l'écrivain trilingue Florentin Smarandache depuis 1980, qui a dit que: « Le but est l'élargissement de la sphère artistique par des éléments non-artistiques. Mais, surtout, la création en contretemps, contresens. Et, aussi, l'expérimentation. »  Il a publié le premier manifeste paradoxiste en 1983, en français, au Maroc, dans son volume « Le sens du non-sens ». 
Les écrivains paradoxistes, après l'originateur, ont été Khalil Raïss, Constantin Dincă, Constantin M. Popa, Marian Barbu, Ion Soare, Titu Popescu, Vasile M. Barbu, Ioan Baba, Sonja Ivanović, Ovidiu Ghidirmic, Gerald England, Ion Rotaru, Arnold Skemer, Alen Deleanu, Jean-Paul Rousset, Bernd Hutschenreuther, Henri Thijs, etc. Trois  anthologies paradoxistes ont été publiés avec des textes en cinq-six langues, y inclus le français, comprenant plus de 200 écrivains paradoxistes du monde.

## Étymologie
Paradoxisme = paradoxe + ism, signifie la théorie et l'école d'utiliser des paradoxes et leurs dérivatifs dans la création.

## Traits du Paradoxisme
(par Florentin Smarandache)

### La Thèse Fondamentale du Paradoxisme
Tout a un entendu et un non-entendu à la fois, en harmonie l'un avec l'autre. 

### L'essence du Paradoxisme
a) Le sens a un non-sens, et réciproquement:

b) Le non-sens a un sens.

### La devise du Paradoxisme
« Tout est possible, même l'impossible! »

### Le Symbole du Paradoxisme
(une spirale - illusion optique, ou cercle vicieux).

### Les Délimitations d'autres Avant-gardes
- le paradoxisme a une signification, tandis que le dadaïsme, le lettrisme n'en ont pas; 

- le paradoxisme révèle spécialement les contradictions, les antinomies, les antithèses, les anti-phrases, l'antagonisme, le non-conformisme, les paradoxes autrement dit de n'importe quoi (en littérature, art, science), tandis que le futurisme, le cubisme, le surréalisme, l'abstractionnisme et toutes les autres avant-gardes ne se basent pas sur eux.

### Les Directions de Développement du Paradoxisme
- à utiliser des méthodes scientifiques (spécialement des algorithmes) afin d'engendrer (et étudier) les contradictions des travaux littéraires et artistiques; 

- à créer des travaux contradictoires, littéraires et artistiques, dans les espaces scientifiques (en utilisant des signes scientifiques: symboles,
méta-langage, matrices, théorèmes, lemmes, etc.). 

## Histoire
Le Paradoxisme a commencé comme un protest anti-totalitarisme contre une société fermée, la Roumanie des années 1980, où la culture entière était
manipulée par un petit groupe. Seulement leurs idées et publications comptaient. Nous ne pouvions publier presque rien. 
 
Alors j'ai dit: Allons faire de la littérature sans faire de la littérature!  Allons écrire sans écrire en réalité rien!  Comment? Simplement: la littérature-objet!  'Le vol d'un oiseau', par exemple, représentait « un poème naturel » qui n'exigeait plus son écriture, parce qu'il était plus palpable et perceptible dans n'importe quelle langue que les signes étalés sur le papier, qui en fait
représentaient 'un poème artificiel': déformé, résultant de la translation par l'observateur de l'observé, et par la translation l'on falsifie. 'Les voitures vrombissant dans la rue' était « un poème citadin », 'les paysans fauchant' « un poème de dissémination », 'le rêve avec les yeux ouverts' « un poème surréaliste », 'le parle à tort et à travers' « un poème dadaïste », 'la conversation en Chinois pour un ignorant de ce langue' « un poème lettriste »,
'l'alternance des discussions des voyageurs, dans une gare, sur différent thèmes' « un poème post-moderne » (intertextualité). 

Voulez-vous une classification verticale?  « Poème visuel », « poème sonore », « poème olfactif », « poème tactile ». Autre classification en diagonale:
« poème-phénomène », « poème-âme », « poème-chose ». 

Dans la peinture, sculpture semblablement - tous existaient en nature, déjà fabriqués. Donc, c'est un «protest mute» que nous faisions!  Ensuite, je me
suis basé sur les contradictions. Pourquoi?  Parce que nous vivions dans cette société-là une vie double: une officielle - propagée par le pouvoir politique, et une autre réelle. Dans les mass media l'on promulguait que 'notre vie est merveilleuse', mais en réalité 'notre vie était misérable'. Le paradoxe fleuri!  Et, alors, nous avons pris la création en dérision, dans le sens inverse, dans un mode syncrétique. Ainsi le paradoxisme est né. Les blagues folkloriques, en vogue pendant l'Epoque de Ceauşescu, comme une respiration intellectuelle, ont été des superbes sources d'inspiration.

Le « Non » et l'« Anti » de mes manifestes paradoxistes ont un caractère constructif, et pas du tout nihiliste (C. M. Popa). 
 
Le passage des paradoxes au paradoxisme a été décrit avec des documents à l'appui par Titu Popescu dans son livre classique concernant ce mouvement: « L'Esthétique du Paradoxisme » (1994). 

Tandis que I. Soare, I. Rotaru, M. Barbu, G. Niculescu ont étudié le paradoxisme dans mon œuvre littéraire. N. Manolescu a affirmé, regardant l'un
de mes manuscrits de non-poèmes, qu'ils sont  «à rebrousse-poil». 

Je n'ai pas eu de précurseurs qui auraient pu m'influencer, mais j'ai été plutôt inspiré de la situation à l'envers qui existait dans le pays. Je
suis parti du politique, social, et immédiatement je suis arrivé à la littérature, l'art, la philosophie, même à la science.

À l'aide des experiments  l'on ajoute des nouveaux termes littéraires, artistiques, philosophiques, ou scientifiques, des nouvelles procédures, méthodes, ou même algorithmes de création. Dans l'un de mes manifestes j'ai proposé le sens du non-sens, changements du figuratif au propre, interprétation à l'envers des expressions linguistiques.

En 1993 j'ai fait une tournée paradoxiste au Brésil.

Pendant 20 années d'existence du paradoxisme, l'on a publié 25 livres et plus de 200 commentaires (articles, chroniques) auprès de 3 anthologies internationales.
Il y a des articles, livres, anthologies paradoxistes éditées par Smarandache en plusieurs langues (y inclus le français) avec des textes paradoxistes: http://www.gallup.unm.edu/~smarandache/a/Paradoxism.htm.